# Presidente Figueiredo

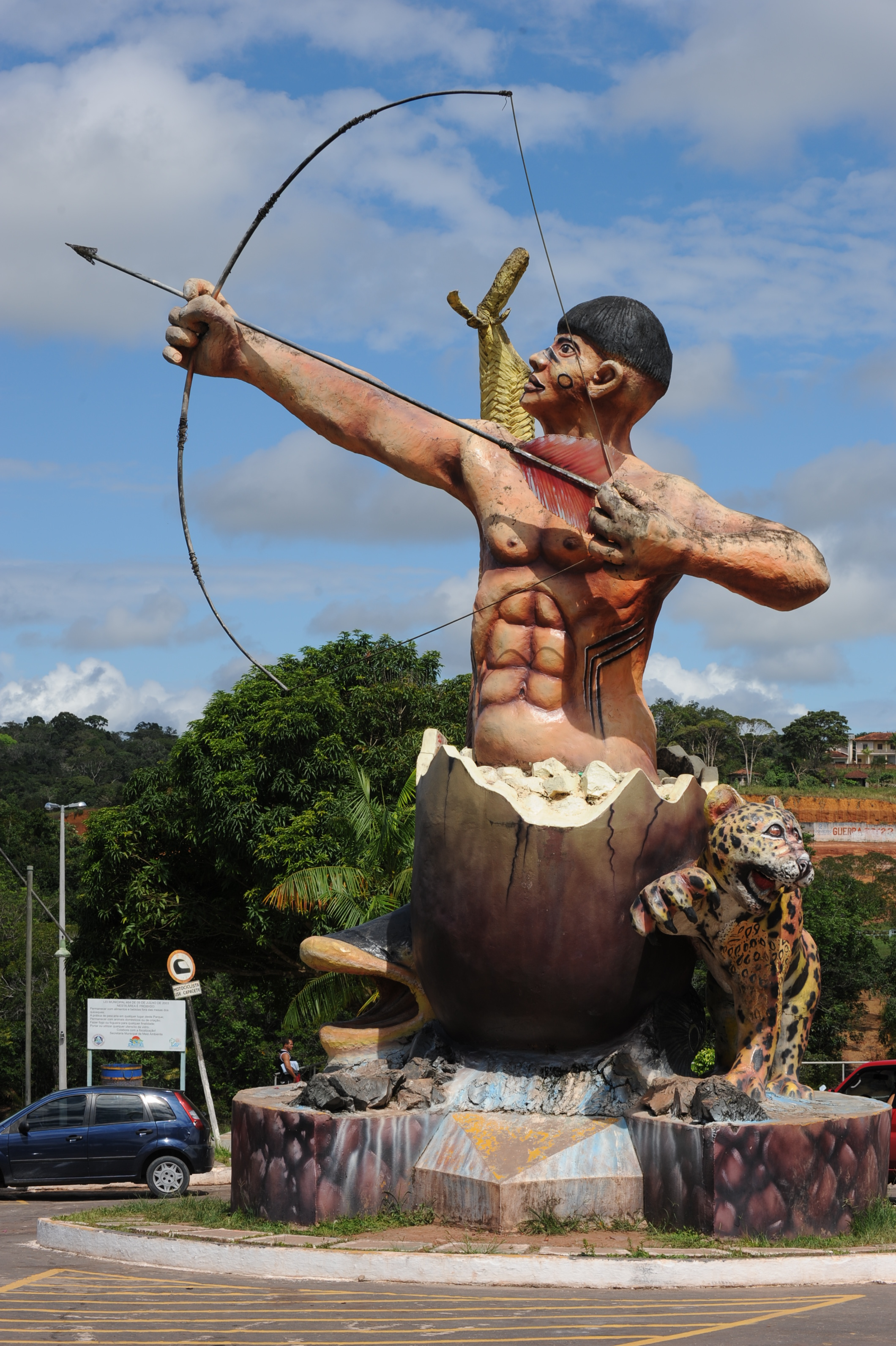
Monumento do Índio Urubui.

Presidente Figueiredo é um município brasileiro localizado na Região Metropolitana de Manaus, no estado do Amazonas. É o vigésimo-primeiro município mais populoso do estado com estimativa de 33 004 habitantes segundo o IBGE. 
Ocupa uma área de 25 459,099 km² e sua população, com estimativas de 2024 Instituto Brasileiro de Geografia e Estatística (IBGE) é de 33 004 habitantes, sendo assim o vigésimo-primeiro município mais populoso do estado.
A BR-174 é a principal rodovia existente na localidade, sendo responsável por interligar o município a Manaus, Boa Vista, capital de Roraima, e ao município fronteiriço de Santa Elena de Uairén, na Venezuela.
Presidente Figueiredo é conhecida nacionalmente como a Terra das Cachoeiras em razão de sua fartura de águas, selva, recursos naturais, cavernas, cachoeiras e geossítios que constituem o Geoparque Cachoeiras do Amazonas. O Ministério do Turismo catalogou mais de cem quedas d'água no município, muitas delas exploradas economicamente através do ecoturismo. É existente na área urbana e rural uma razoável infraestrutura turística em expansão. Dentro da jurisdição do município está a Usina Hidrelétrica de Balbina, que foi severamente criticada durante sua construção por seu enorme impacto sobre as populações nativas e tradicionais; a hidrelétrica é a única no Estado do Amazonas.

## Toponímia
O nome do município é uma homenagem ao primeiro presidente da Província do Amazonas, João Batista de Figueiredo Tenreiro Aranha.  Segundo o Ministério do Turismo, "O então presidente da República, João Batista de Oliveira Figueiredo, teria rejeitado a homenagem quando o município foi criado em 10 de dezembro de 1981."

## História
As origens do município prendem-se principalmente a Novo Airão e Itapiranga, dos quais foi desmembrada a maior parte do território que hoje constitui Presidente Figueiredo, bem como a Manaus, cuja vizinhança foi fator influente no desenvolvimento da região. Os primeiros assentamentos populacionais nesses polos datam de 1657, para o local onde hoje é o município de Manaus, e 1668, o local onde hoje é a sede de Novo Airão.[carece de fontes?]
Foi a partir desses núcleos que se deu a consolidação e ampliação do povoamento do Baixo Rio Negro. Integrado no município de Manaus, Novo Airão passou a constituir distrito de capital em 1938, então com a denominação simplesmente de Airão. É em 1955 que se dá o desmembramento de Manaus, constituindo-se o município autônomo de Novo Airão. Paralelamente, em 1952 foi criado o município de Itapiranga, contando em sua área com a atual vila de Balbina.
Em 10 de dezembro de 1981, pela Emenda Constitucional nº 12, foi criado o município de Presidente Figueiredo, com territórios desmembrados de Novo Airão (sua parte no extremo leste, limítrofe a Manaus) e de Itapiranga (Vila e arredores de Balbina), bem como áreas adjacentes de Silves e Urucará. A instalação do município efetivou-se com as eleições gerais de 1982 e consequentemente com a posse do prefeito e vereadores em janeiro de 1983.

## Geografia

### Municípios limítrofes
Presidente Figueiredo limita-se com seis municípios, além do estado de Roraima. São eles: Urucará, São Sebastião do Uatumã, Itapiranga, Rio Preto da Eva, Manaus e Novo Airão, a leste; Beruri ao sul; Anamã e Caapiranga a oeste; e Novo Airão ao norte e noroeste.
Com o município de Urucará
O limite de Presidente Figueiredo com Urucará se inicia na confluência do igarapé São João com a margem esquerda do rio Alalaú, subindo por sua linha mediana até alcançar o rio Jatapu. A partir daí, a divisão entre os dois municípios passa a ser pela região sudeste do território, até o divisor do rios Alalaú e Pitinga. O fim da divisão do município com Urucará se marca na nascente do rio Capucapu.
Com o município de São Sebastião do Uatumã
O limite entre Presidente Figueiredo e São Sebastião do Uatumã se inicia na nascente do rio Capucapu, no divisor dos rios Pitinga e Jatapu. Alcança, ao sudeste, o rio Uatumã, que passa a ser usado como limite territorial entre os dois municípios. Ao fim deste, passa a ser usado o igarapé Taboca para dividir ambos, até alcançar a nascente do igarapé Guajará. Em linha mediana, alcança o rio Uatumã quando este desce até alcançar a confluência com o igarapé Tucumanduba, que marca o fim da divisão dos municípios.
Com o município de Itapiranga
Presidente Figueiredo inicia seu limite territorial com Itapiranga no igarapé Tucumanduba, na margem direita do rio Uatumã. Este igarapé, por sua linha mediana, alcança o divisor de águas dos rios Urubu e Uatumã, marcando assim o fim do limite territorial entre as municipalidades.
Com o município de Rio Preto da Eva
Inicia-se no igarapé Tucumanduba. Ao noroeste, o que separa Presidente Figueiredo de Rio Preto da Eva é o igarapé Mirim, seguindo a partir daí por uma linha mediana, até alcançar a confluência com o rio Urubu. Este, por sua vez, segue em linha mediana, alcançando a rodovia BR-174.
Com o município de Manaus
Inicia-se ao fim dos limites com Manaus, através do rio Apuaú. A partir daí, usa-se o igarapé Grande para dividir ambos, por uma linha mediana, até alcançar a confluência com o rio Pardo. Quando este alcança a confluência com o rio Curiaú, este último passa a ser o divisor dos territórios, até ao norte, quando alcança o rios Uatumã e Camanaú. Outros atrativos naturais usados para limitar os municípios são o igarapé Atroari e o rio Alalaú.
Com o Estado de Roraima
Presidente Figueiredo limita-se ainda com o estado de Roraima, ao norte. O igarapé Atroari, o rio Alalaú e o igarapé São João delimitam a divisão dos territórios.

### Clima
O clima do município é equatorial (Af, segundo a classificação climática de Köppen-Geiger), com temperatura média compensada anual de 27 °C e umidade do ar relativamente elevada, com índice pluviométrico em torno de 2 975 milímetros (mm) anuais.
| Dados climatológicos para Presidente Figueiredo | Dados climatológicos para Presidente Figueiredo | Dados climatológicos para Presidente Figueiredo | Dados climatológicos para Presidente Figueiredo | Dados climatológicos para Presidente Figueiredo | Dados climatológicos para Presidente Figueiredo | Dados climatológicos para Presidente Figueiredo | Dados climatológicos para Presidente Figueiredo | Dados climatológicos para Presidente Figueiredo | Dados climatológicos para Presidente Figueiredo | Dados climatológicos para Presidente Figueiredo | Dados climatológicos para Presidente Figueiredo | Dados climatológicos para Presidente Figueiredo | Dados climatológicos para Presidente Figueiredo |
| Mês                                             | Jan                                             | Fev                                             | Mar                                             | Abr                                             | Mai                                             | Jun                                             | Jul                                             | Ago                                             | Set                                             | Out                                             | Nov                                             | Dez                                             | Ano                                             |
| ----------------------------------------------- | ----------------------------------------------- | ----------------------------------------------- | ----------------------------------------------- | ----------------------------------------------- | ----------------------------------------------- | ----------------------------------------------- | ----------------------------------------------- | ----------------------------------------------- | ----------------------------------------------- | ----------------------------------------------- | ----------------------------------------------- | ----------------------------------------------- | ----------------------------------------------- |
| Temperatura máxima média (°C)                   | 30,7                                            | 30,8                                            | 30,7                                            | 30,7                                            | 30,7                                            | 30,1                                            | 32                                              | 32,4                                            | 32,6                                            | 32,3                                            | 31,6                                            | 31,6                                            | 31,3                                            |
| Temperatura média (°C)                          | 26,6                                            | 26,8                                            | 26,8                                            | 26,7                                            | 26,6                                            | 26,7                                            | 27,2                                            | 27,6                                            | 27,8                                            | 27,7                                            | 27,3                                            | 27,1                                            | 27                                              |
| Temperatura mínima média (°C)                   | 22,6                                            | 22,8                                            | 22,9                                            | 22,8                                            | 22,6                                            | 22,3                                            | 22,5                                            | 22,8                                            | 23,1                                            | 23,1                                            | 23                                              | 22,7                                            | 22,7                                            |
| Precipitação (mm)                               | 240                                             | 226                                             | 323                                             | 415                                             | 415                                             | 259                                             | 170                                             | 127                                             | 145                                             | 192                                             | 216                                             | 247                                             | 2 975                                           |
| Fonte: Climate Data 15 de novembro de 2018      |                                                 |                                                 |                                                 |                                                 |                                                 |                                                 |                                                 |                                                 |                                                 |                                                 |                                                 |                                                 |                                                 |

## Subdivisões do município

### Bairros urbanos
- Bairro Aida Mendonça
- Bairro Galo da Serra
- Bairro Morada do Sol
- Bairro Honório Roldão
- Bairro Centro
- Bairro Tancredo Neves
- Bairro José Dutra (Mutirão)
- Bairro Sol Nascente
- Bairro Orquídeas
- Bairro Vale das Nascentes

### Bairros rurais
Na BR-174
- Comunidade Urubuí I
- Comunidade Urubuí II
- Comunidade Boa União
- Comunidade Micad
- Comunidade Jardim Floresta
- comunidade Rumo Certo
- Comunidade Nova Jerusalém
- Comunidade Boa Esperança
- Comunidade Santo Antonio do Abonari

Na AM-240
- Comunidade Cristo Rei km 28
- Comunidade São Jose do Uatumã
- Comunidade São Miguel km 50
- Comunidade São Francisco km 24
- Comunidade Nova União km 18
- Comunidade Marcos Freire km 13
- Comunidade Maruaga km 7

### Distritos
- Balbina
- Pitinga

### Regiões
Presidente Figueiredo está dividido em cinco regionais (regiões) para fins administrativos e segurança. São eles:
- Zona Sudoeste
- Zona Oeste
- Zona Sul
- Zona Leste
- Zona Norte

### Prefeitos de Presidente Figueiredo
- Mário Jorge Gomes da Costa 1983-1985
- José Maria Castelo Branco 1985-1988
- Floriano Maia Viga 1989-1992
- Romeiro Mendonça 1993-1996
- Fernando Vieira 1997-2000
- Romeiro Mendonça 2001-2004
- Fernando Vieira 2005-2008
- Fernando Vieira 2009-2012 (reeleito)
- Neilson Cavalcante 2013-2016
- Romeiro Mendonça 2017-2020
- Patrícia Lopes Miranda 2021-2024
- Fernando Vieira 2025-2028

## Infraestrutura

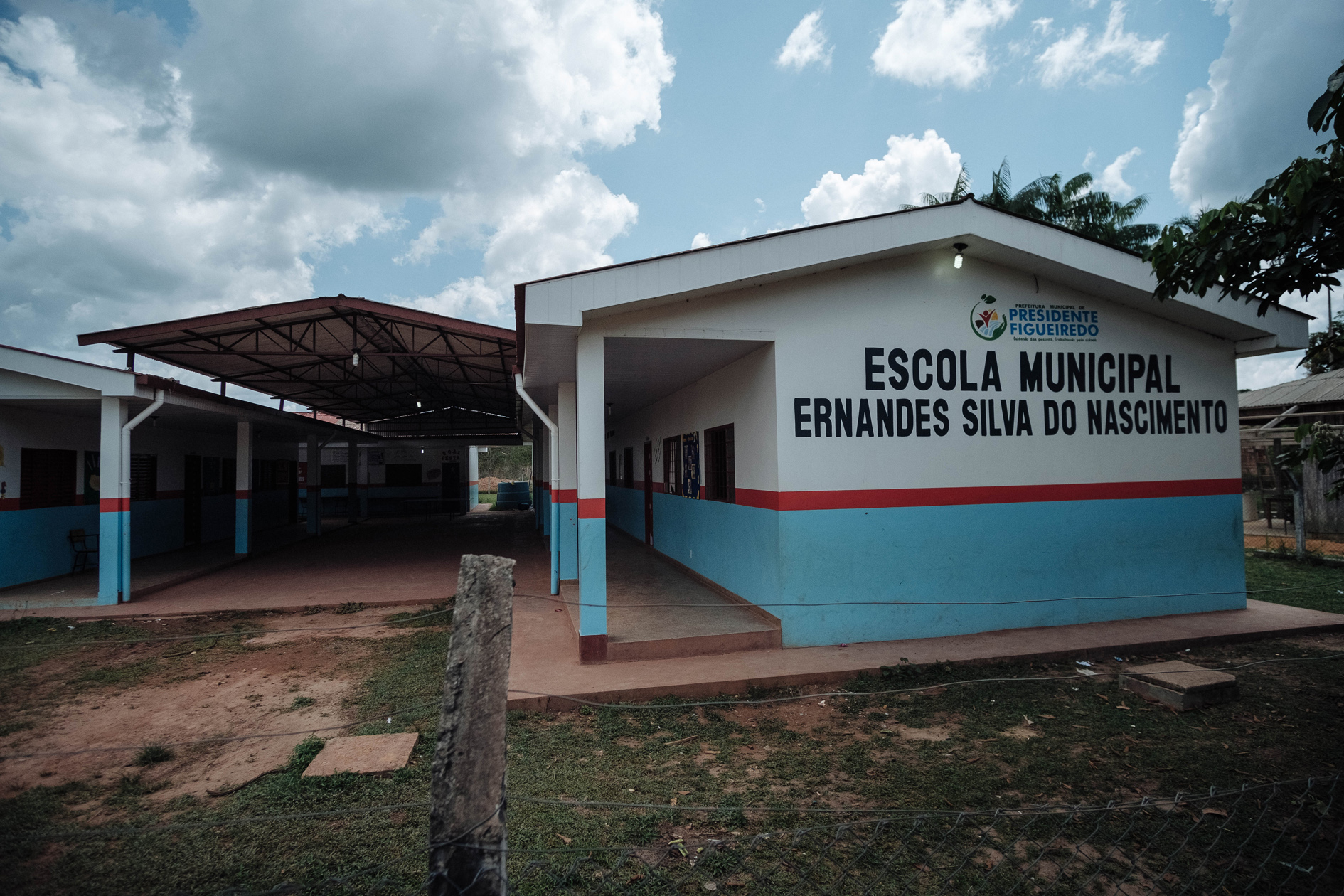
Escola Municipal Ernandes Silva do Nascimento no interior do município

### Saúde
Presidente Figueiredo possuía, em 2009, 22 estabelecimentos de saúde entre hospitais, pronto-socorros, postos de saúde e serviços odontológicos. Destes, 20 eram de caráter público e apenas 7 de caráter privado. Entre os estabelecimentos de saúde públicos, todos eram pertencentes à rede municipal. No total existiam 39 leitos para internação no referido ano.

### Educação
O município conta com unidades acadêmicas de ensino superior como o Instituto Federal do Amazonas (IFAM) e o Núcleo de Estudos Superiores de Presidente Figueiredo da Universidade do Estado do Amazonas (NESPF/UEA).